# Bad Brambach
Bad Brambach (výslovnost: IPA: [baːt ˈbʁamˌbax],  poslech) je lázeňská obec v německé spolkové zemi Sasko. Nachází se v zemském okrese Fojtsko a má přibližně 1 700 obyvatel. Od počátku 20. století známá pro své radonové lázně. Je členem mikroregionu Přátelé v srdci Evropy.

## Historie
Rytířský rod de Brantbuch založený roku 1154, uvádí v historických dokumentech místo Brambuch poprvé v roce 1307. Roku 1372 je poprvé zmiňována místní pevnost. Brambach byl později dlouhou dobu v držení šlechtických rodů Zedtwitzů a Schirndingů. 11. září 1842, během velkého požáru, byl zničen místní kostel a 28 selských domů včetně jejich hospodářství. Při obnově obce byly poté častěji stavěny dílny než obytné domy, protože zdejší obyvatelé se specializovali na výrobu hudebních nástrojů.
Od roku 1890 začala firma Schüller prodávat pod názvem Schillerquelle minerální vodu z pramene, který byl objeven v roce 1860. Později se výroba rozšířila, protože byly objeveny další dva prameny. V roce 1912 byla produkce minerálky již dva milióny láhví ročně. Později vzniklá firma VEB Brambacher se stala největším dodavatelem minerální vody v zeském okrese.
V roce 1910 byl objeven další pramen, u kterého výzkum ukázal, že je posílen radiem. Od roku 1912 je využíván k léčbě, a od roku 1922 město využívá lázeňského titulu („Bad Brambach“, nebo také „Radiumbad Brambach“ v letech 1933–1963).
Roku 1945 byla lázeňská část Bad Brambach veřejnosti uzavřena a využívána nadále jen jako léčebna Sovětské armády. Od roku 1949 byli poté opět přijímáni i ostatní pacienti. V roce 1957 zde byla ze státní pokladny postavena hlavní lázeňská budova.
V roce 1912 se začalo s léčením radonovou vodou i v lázních Jáchymov. Není tedy pravdivý údaj, že Bad Brambach byly jediné lázně v Evropě využívající radon k léčení pohybového ústrojí. 

## Někdejší výběžek Čech
Méně známou skutečností je, že součástí území obce je i někdejší zajímavě tvarovaný výběžek Čech, který se stal součástí Německa při úpravě státní hranice mezi Československem a bývalou Německou demokratickou republikou. Pozemky tohoto výběžku jsou v současnosti součástí katastrálních území Gürth, Raun a okrajově též Oberbrambachu. Jelikož téměř celá hranice tohoto výběžku nadále existuje v podobě hranic parcel, lze s pomocí Saského geoportálu a československé Státní mapy 1:5000 mapové listy Aš 7-1 a Aš 6-1 velice dobře lokalizovat hranice tohoto výběžku.

## Geografie

### Zeměpisná poloha
Bad Brambach leží podél potoka Fleißenbach v zemském okrese Fojtsko, přímo na hranicích s Českou republikou.

### Hraniční přechody
Do obce vedou dva turistické hraniční přechody z České republiky. Jeden z Horních Pasek a druhý z města Plesná. Automobilem je možné dostat se z České republiky do Bad Brambachu nejrychleji přes dopravní hraniční přechod Plesná - Bad Brambach, Vojtanov - Schönberg odkud je to pouhých šest kilometrů.

## Správní členění
Bad Brambach se dělí na 9 místních částí:

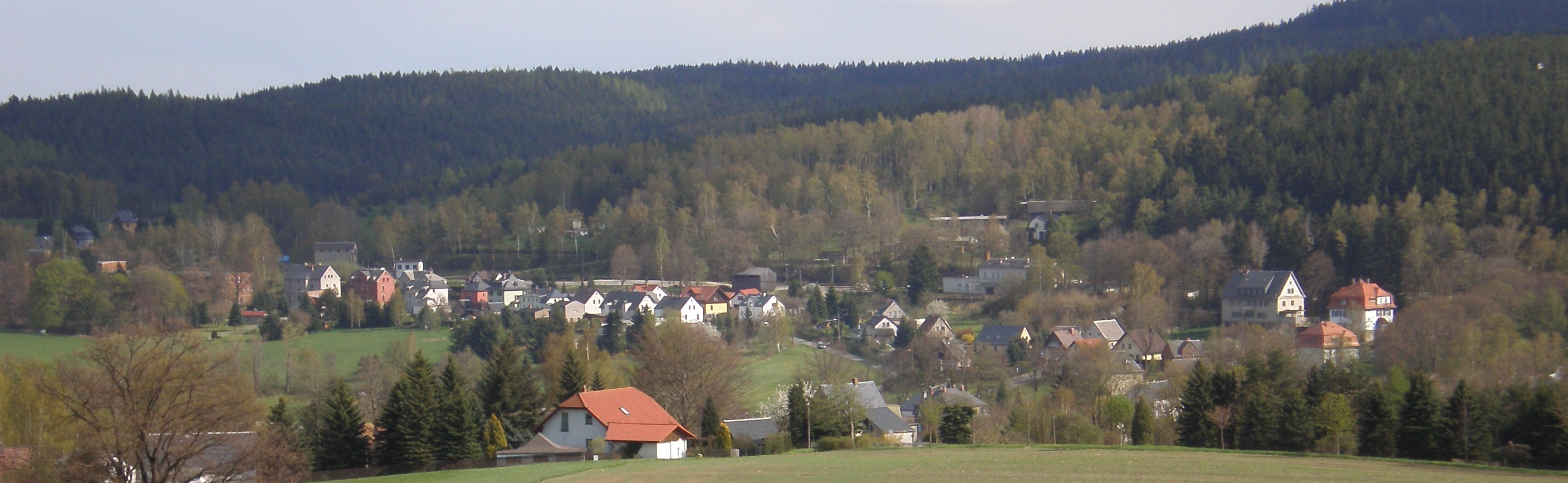
Panorama části města

- Bad Brambach
- Bärendorf
- Gürth
- Hohendorf
- Oberbrambach
- Raun
- Raunergrund
- Rohrbach
- Schönberg

## Pamětihodnosti
- evangelický kostel svatého Michaela
- katolický kostel svaté Walburgy postavený v roce 1846 po požáru předchozího kostela
- památník obětem první světové války před evangelickým kostelem

## Vývoj počtu obyvatel
| Rok            | 1583 | 1764 | 1871 | 1990 | 1910 | 1925 | 1939 | 1946 | 1950 | 1964 | 1971 | 1998 | 1999 | 2000 | 2001 | 2002 | 2003 | 2004 | 2007 |
| -------------- | ---- | ---- | ---- | ---- | ---- | ---- | ---- | ---- | ---- | ---- | ---- | ---- | ---- | ---- | ---- | ---- | ---- | ---- | ---- |
| Počet obyvatel | 39   | 69   | 1502 | 1527 | 1975 | 2226 | 2331 | 2706 | 2647 | 2135 | 2122 | 2396 | 2421 | 2425 | 2416 | 2368 | 2326 | 2260 | 2139 |